# Nantes Métropole
Pour les articles homonymes, voir Nantes Métropole (homonymie).
Nantes Métropole est une métropole française située dans le département de la Loire-Atlantique et la région Pays de la Loire, qui est centrée sur la ville de Nantes. Elle fait partie du Pays nantais en Bretagne historique.
Le 1er janvier 2015, en application de la loi MAPTAM du 27 janvier 2014, la métropole a pris la suite de sa prédécesseuse, la communauté urbaine, elle-même dénommée « Nantes Métropole ».
La métropole est membre des pôles métropolitains Nantes - Saint-Nazaire et Loire-Bretagne, ainsi que du réseau Eurocities dont elle présida en 2009 le forum Culture.

## Historique
L'histoire de l'intercommunalité nantaise est jalonnée par de grandes dates :
- 1967 : création de l'« Association communautaire de la Région nantaise » (ACRN) regroupant 37 communes. C'est le premier groupement institutionnel de communes de l'agglomération nantaise ;
- années 1970, à partir de l'ACRN naissent les syndicats intercommunaux à vocation unique qui mettront en œuvre des politiques spécifiques : transport, voirie, assainissement, action pour les personnes handicapées… ;
- 1978 : création de l'« Agence d'études urbaines de l’agglomération nantaise » (AURAN), premier outil intercommunal global d'aménagement urbain ;
- 15 mars 1982 : création, à l'initiative du maire de Nantes Alain Chénard, du « Syndicat intercommunal à vocations multiples de l’agglomération nantaise » (SIMAN). Il associe 19 puis 21 communes et marque la volonté de mise en cohérence des actions conduites par les SIVU[1] ;
- 25 octobre 1991 : création, à l'initiative de Jean-Marc Ayrault, du « District de l'agglomération nantaise » et mise en place d'une fiscalité propre[2],[3] ;

- 1996 : création de la « conférence consultative d'agglomération », devenue Conseil de développement de Nantes Métropole en 2001. Cet outil met en route un processus d'association de la société civile aux décisions intercommunales ;
- 1998 : création de l'« Agence de développement économique de l’agglomération nantaise » (ADEAN), rebaptisée « Nantes Métropole Développement » en 2001 puis « Nantes-Saint Nazaire développement » en 2015 après fusion avec l'agence internationale Nantes-Saint Nazaire ;
- 2000 : mise en place de la taxe professionnelle unique, qui assure une solidarité financière entre les communes membres ;
- 2001 : en application de la loi relative au renforcement et à la simplification de la coopération intercommunale, le District est transformé en communauté urbaine, appelée « Communauté urbaine de Nantes » (CUN).

- 1er janvier 2004 : la CUN est rebaptisée « Nantes Métropole »[4] — calqué sur l'anglais, un anglicisme.
- 1er janvier 2015 : conformément aux dispositions de la loi MAPTAM du 27 janvier 2014 la communauté urbaine est transformée en métropole par le décret du 22 septembre 2014[5].

Logo de la communauté urbaine du 1er janvier 2004 au 31 décembre 2014.
Logo de la métropole depuis le 1er janvier 2015.

## Territoire communautaire

### Géographie
Située au centre du département de la Loire-Atlantique, l'intercommunalité Nantes Métropole regroupe 24 communes et présente une superficie de 523,4 km2.
Au regard de la superficie, Nantes Métropole reste la deuxième agglomération des Pays de la Loire, derrière Angers Loire Métropole qui comptabilise 666,72 km2.

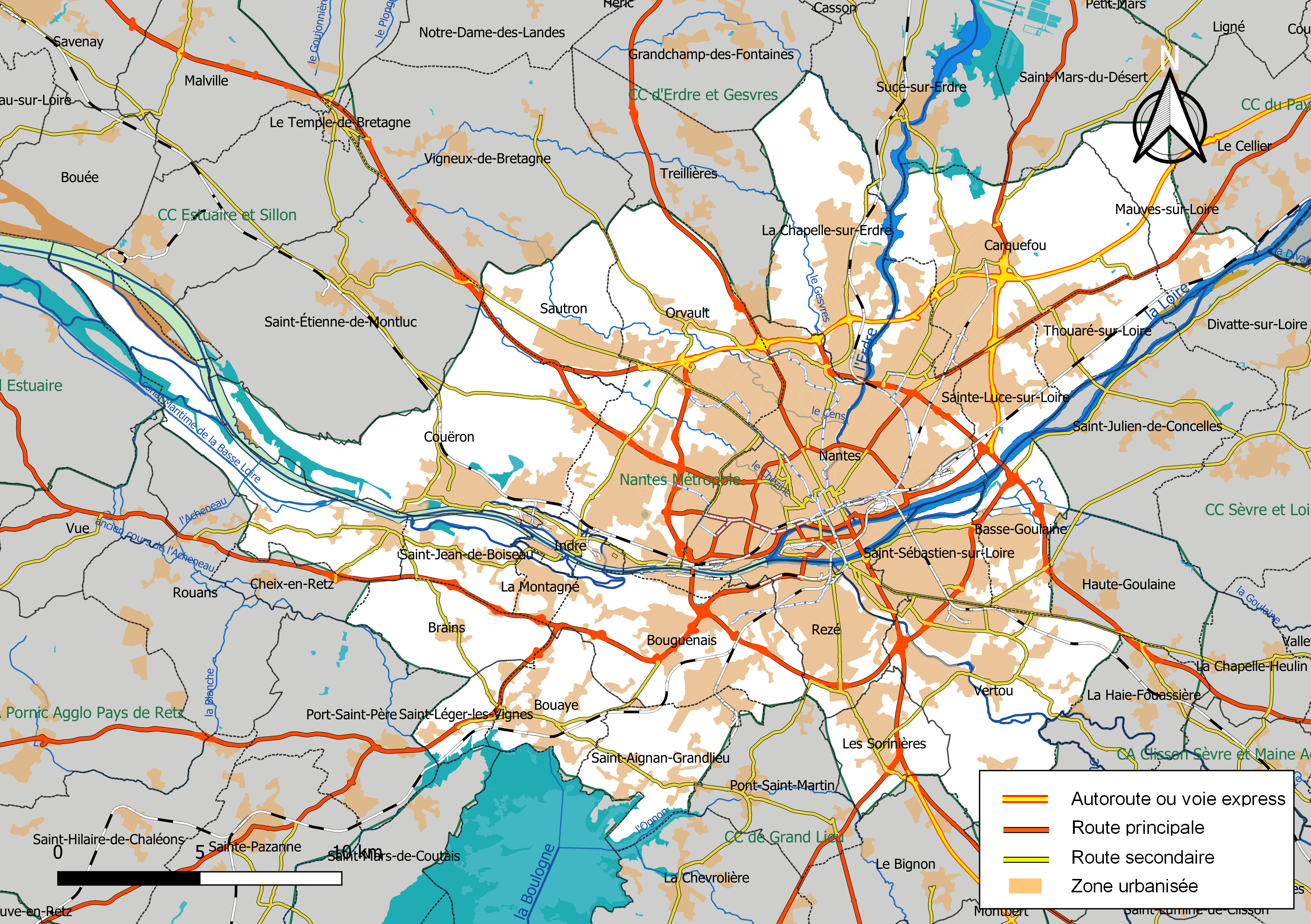
Carte de l'intercommunalité cantes Métropole au 1er janvier 2019.

### Composition

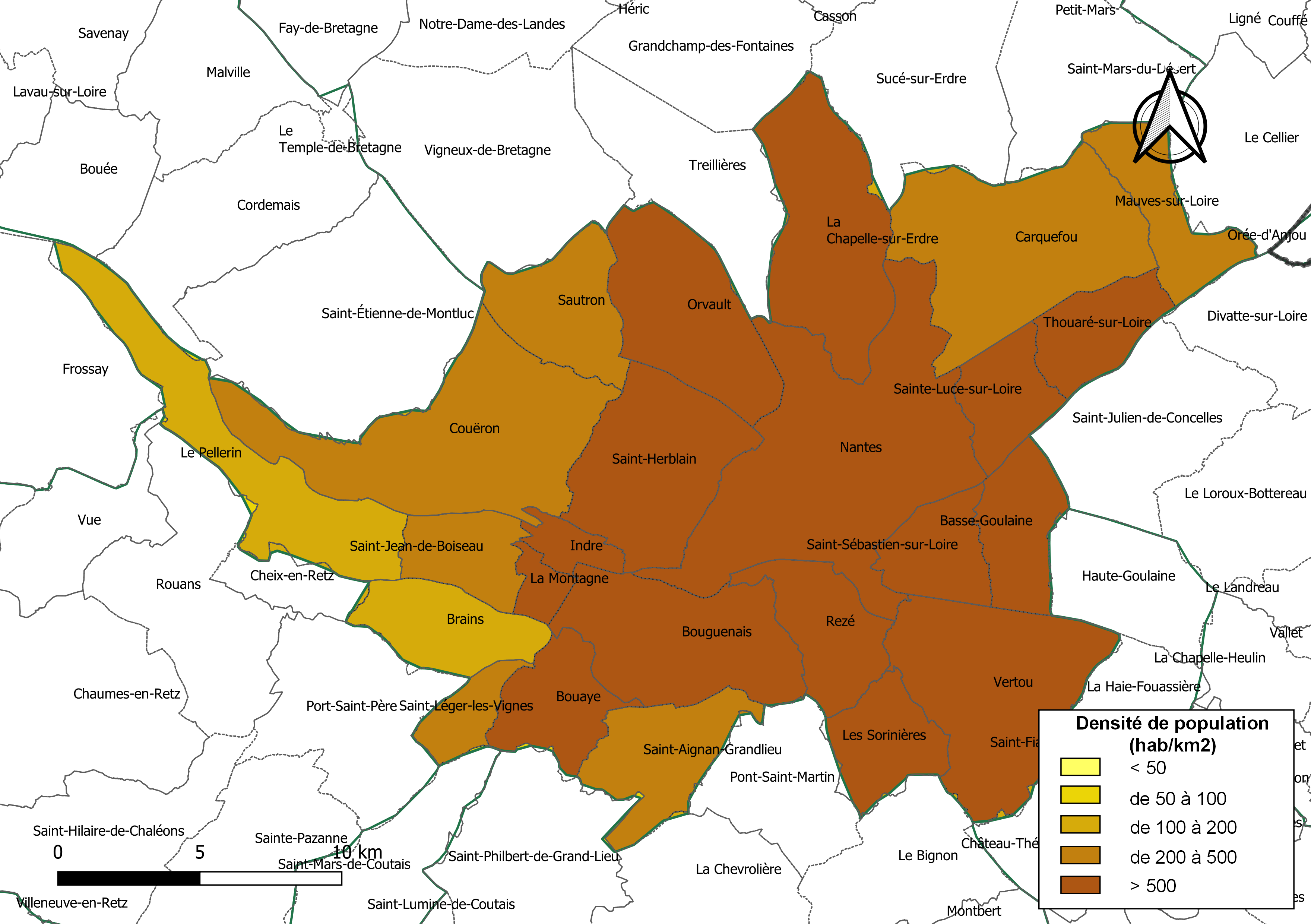
Carte des densités de population (millésimée 2016) des communes de l'intercommunalité Nantes Métropole. Composition en communes au 1er janvier 2019.

Depuis 2015, la métropole regroupe 24 communes :
- 20 font partie de l'unité urbaine de Nantes (qui regroupe 22 communes[N 2]), Mauves-sur-Loire fait partie de l'unité urbaine de Mauves-sur-Loire, Le Pellerin de l'unité urbaine du Pellerin et Saint-Léger-les-Vignes de l'unité urbaine de Port-Saint-Père ;
- 1 est une commune rurale : Brains.

En 2022, la métropole est composée des 24 communes suivantes :

| Nom                       | Code Insee | Gentilé        | Superficie (km2) | Population (dernière pop. légale) | Densité (hab./km2) |
| ------------------------- | ---------- | -------------- | ---------------- | --------------------------------- | ------------------ |
| Nantes (siège)            | 44109      | Nantais        | 65,19            | 325 070 (2022)                    | 4 987              |
| Basse-Goulaine            | 44009      | Goulainais     | 13,74            | 9 617 (2022)                      | 700                |
| Bouaye                    | 44018      | Boscéens       | 13,83            | 8 281 (2022)                      | 599                |
| Bouguenais                | 44020      | Bouguenaisiens | 31,5             | 20 590 (2022)                     | 654                |
| Brains                    | 44024      | Brennois       | 15,31            | 2 760 (2022)                      | 180                |
| Carquefou                 | 44026      | Carquefoliens  | 43,42            | 20 535 (2022)                     | 473                |
| La Chapelle-sur-Erdre     | 44035      | Chapelains     | 33,42            | 20 483 (2022)                     | 613                |
| Couëron                   | 44047      | Coueronnais    | 44,03            | 23 541 (2022)                     | 535                |
| Indre                     | 44074      | Indrais        | 4,72             | 4 172 (2022)                      | 884                |
| Mauves-sur-Loire          | 44094      | Malviens       | 14,75            | 3 393 (2022)                      | 230                |
| La Montagne               | 44101      | Montagnards    | 3,64             | 6 523 (2022)                      | 1 792              |
| Orvault                   | 44114      | Orvaltais      | 27,67            | 28 341 (2022)                     | 1 024              |
| Le Pellerin               | 44120      | Pellerinais    | 30,65            | 5 335 (2022)                      | 174                |
| Rezé                      | 44143      | Rezéens        | 13,78            | 43 349 (2022)                     | 3 146              |
| Saint-Aignan-Grandlieu    | 44150      | Aignanais      | 17,94            | 3 991 (2022)                      | 222                |
| Saint-Herblain            | 44162      | Herblinois     | 30,02            | 50 561 (2022)                     | 1 684              |
| Saint-Jean-de-Boiseau     | 44166      | Boiséens       | 11,4             | 6 024 (2022)                      | 528                |
| Saint-Léger-les-Vignes    | 44171      | Légériens      | 6,49             | 2 114 (2022)                      | 326                |
| Saint-Sébastien-sur-Loire | 44190      | Sébastiennais  | 11,66            | 28 373 (2022)                     | 2 433              |
| Sainte-Luce-sur-Loire     | 44172      | Lucéens        | 11,45            | 16 227 (2022)                     | 1 417              |
| Sautron                   | 44194      | Sautronnais    | 17,28            | 8 534 (2022)                      | 494                |
| Les Sorinières            | 44198      | Soriniérois    | 13,02            | 9 163 (2022)                      | 704                |
| Thouaré-sur-Loire         | 44204      | Thouaréens     | 12,76            | 10 956 (2022)                     | 859                |
| Vertou                    | 44215      | Vertaviens     | 35,68            | 26 048 (2022)                     | 730                |

### Démographie
| 1968    | 1975    | 1982    | 1990    | 1999    | 2006    | 2011    | 2016    | 2022    |
| ------- | ------- | ------- | ------- | ------- | ------- | ------- | ------- | ------- |
| 411 555 | 460 825 | 475 229 | 505 076 | 554 478 | 579 131 | 594 017 | 638 931 | 683 981 |

## Administration

### Siège

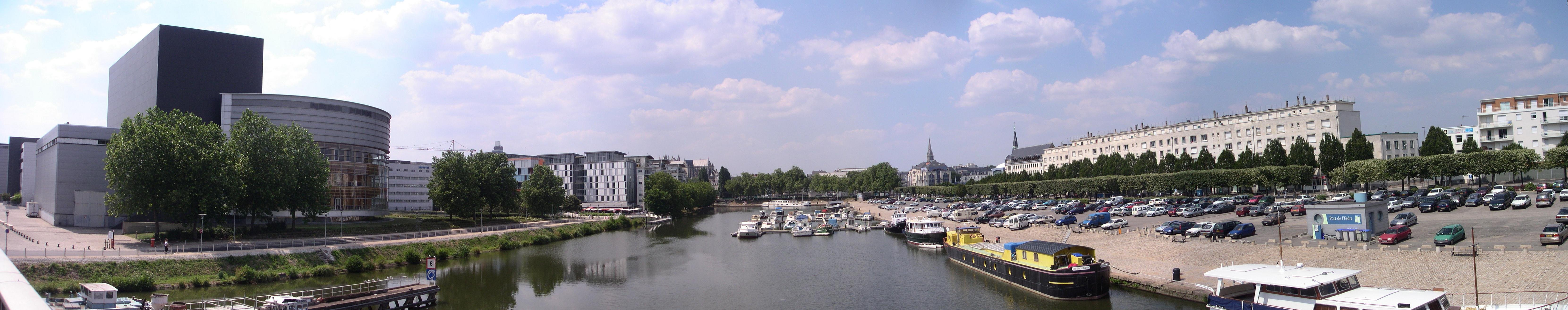
Le siège de Nantes Métropole est situé entre le cours du Champ-de-Mars, la rue Lefèvre-Utile, le quai Ferdinand-Favre qui longe le canal Saint-Félix et la rue de Valmy qui le sépare du centre des congrès - (le siège est l'immeuble vers le milieu - gauche sur la photo avec les parasols de la brasserie).

Le siège de Nantes Métropole se trouve au 2  cours du Champ-de-Mars et donne sur le quai Ferdinand-Favre, au bord du canal Saint-Félix. L'immeuble qui abrite non seulement les bureaux, mais également une brasserie au RdC et des espaces d'exposition, a été inauguré en 2004 et fut conçu par l'agence d'architecture Dusapin-Leclercq.

### Élus
La métropole est administrée par son conseil métropolitain, composé  pour le mandat 2020-2026 de 98 conseillers municipaux représentant chacune des 24 communes membres et répartis en fonction de leur population de la manière suivante, : 
- 48 délégués pour Nantes ;
- 7 délégués pour Saint-Herblain ;
- 6 délégués pour Rezé ;
- 4 délégués pour Orvault et Saint-Sébastien-sur_Loire ;
- 3 délégués pour Carquefou, la Chapelle-sur-Erdre, Couëron et Vertou ;
- 2 délégués pour Bouguenais et Sainte-Luce-sur-Loire ;
- 1 délégué ou son suppléant pour les 13 autres communes.

Le conseil métropolitain élit ;
- son président, qui dirige les services de la métropole, dispose de prérogatives propres et prépare les décisions des instances métropolitaines ;
- Le bureau de la métropole, qui constitue l'exécutif métropolitain et à qui le conseil métropolitain délègue certaines compétences. Il est composé de 64 membres, dont la présidente et les vice-présidents, les 24 maires de la métropole. Certains membres disposent de délégations sur des thèmes variés[10].

Au terme des élections municipales de 2020 dans la Loire-Atlantique, le conseil communautaire renouvelé composé de 69 conseillers de gauche, 23 de droite et six de La République en Marche, a réélu sa présidente, Johanna Rolland, maire de Nantes, ainsi que ses 20 vice-présidents, qui sont :
1. Bertrand Affilé, maire de Saint-Herblain, délégué aux stratégies de mobilité et des déplacements ;
2. Anthony Descloziers, maire de Sainte-Luce-sur-Loire ;
3. Pierre Quenea, conseiller municipal de Rézé, délégué à la politique de la ville ;
4. Jean-Sébastien Guitton, maire d'Orvault, délégué à la biodiversité ;
5. Michel Lucas, maire-adjoint de Couëron, délégué à la voirie ;
6. Christelle Scuotto, maire de Sorinières, déléguée au dialogue citoyen et à la citoyenneté métropolitaine  ;
7. Jacques Garreau, maire de Bouaye, délégué à la Métropole nature, la végétalisation et l'Étoile verte ;
8. Pascal Pras, maire de Saint-Jean-de-Boisseau, délégué à l'habitat, aux projets urbains et à l'urbanisme durable ;
9. Jean-Claude Lemasson, maire de Saint-Aignan-Grandlieu, délégué aux contrats de codéveloppement, aux coopérations intercommunales et à la proximité ;
10. Tristan Riom, maire-adjointe de Nantes, déléguée à l'agriculture, au climat, aux mutations économiques, à la résilience (pollution et forêts urbaines), la transition alimentaire et les transitions énergétiques ;
11. Pascal Bolo, maire-adjoint de Nantes, délégué aux affaires générales, à la circulation et au stationnement, aux finances, les polices spéciales et l'évaluation des politiques publiques ;
12. Aïcha Bassal, maire-adjointe de Nantes, déléguée au personnel et à la responsabilité sociale interne ;
13. Ali Rebouh, maire-adjoint de Nantes, délégué aux équipements sportifs métropolitains et au sport de haut niveau ;
14. Robin Salecroix, conseiller municipal de Nantes, délégué à l'assainissement et à la politique de l'eau ;
15. Mahel Coppey, conseillère municipale de Nantes, déléguée aux déchets, à l'économie circulaire et à l'économie sociale et solidaire ;
16. Franckie Trichet, conseiller municipal de Nantes, délégué à l'innovation, au numérique et aux relations internationales ;
17. Aziliz Gouez, conseillère municipale de Nantes, déléguée à l'Alliance des territoires ;
18. François Prochasson, conseiller municipal de Nantes, délégué au droit au logement et au logement social ;
19. Yves Pascouau, conseiller municipal de Nantes ;
20. Nicolas Martin, conseiller municipal de Nantes, délégué aux mobilités douces.

### Liste des présidents
| Période                                               | Période                    | Identité          | Étiquette | Qualité                                                                                 |
| ----------------------------------------------------- | -------------------------- | ----------------- | --------- | --------------------------------------------------------------------------------------- |
| SIVOM de l'agglomération nantaise – SIMAN (1982-1992) |                            |                   |           |                                                                                         |
| 30 avril 1982                                         | 19 avril 1983              | Alain Chénard     | PS        | Maire de Nantes (1977 → 1983)                                                           |
| 19 avril 1983                                         | juin 1989                  | Michel Chauty     | RPR       | Maire de Nantes (1983 → 1989)                                                           |
| juin 1989                                             | 6 décembre 1991            | Jean-Marc Ayrault | PS        | Maire de Nantes (1989 → 2012)                                                           |
| District de l'Agglomération nantaise (1992-2001)      |                            |                   |           |                                                                                         |
| 1er janvier 1992                                      | décembre 2000              | Jean-Marc Ayrault | PS        | Maire de Nantes (1989 → 2012)                                                           |
| Communauté urbaine de Nantes – CUN (2001-2014)        |                            |                   |           |                                                                                         |
| 1er janvier 2001                                      | 21 juin 2012               | Jean-Marc Ayrault | PS        | Maire de Nantes (1989 → 2012) Démissionnaire après sa nomination comme Premier ministre |
| 6 juillet 2012                                        | 16 avril 2014              | Gilles Retière    | PS        | Maire de Rezé (1999 → 2014)                                                             |
| 16 avril 2014,                                        | 31 décembre 2014           | Johanna Rolland   | PS        | Maire de Nantes (2014 →)                                                                |
| Nantes Métropole (depuis 2015)                        |                            |                   |           |                                                                                         |
| 1er janvier 2015                                      | En cours (au 24 mars 2022) | Johanna Rolland   | PS        | Maire de Nantes (2014 →) Réélue pour le mandat 2020-2026,                               |

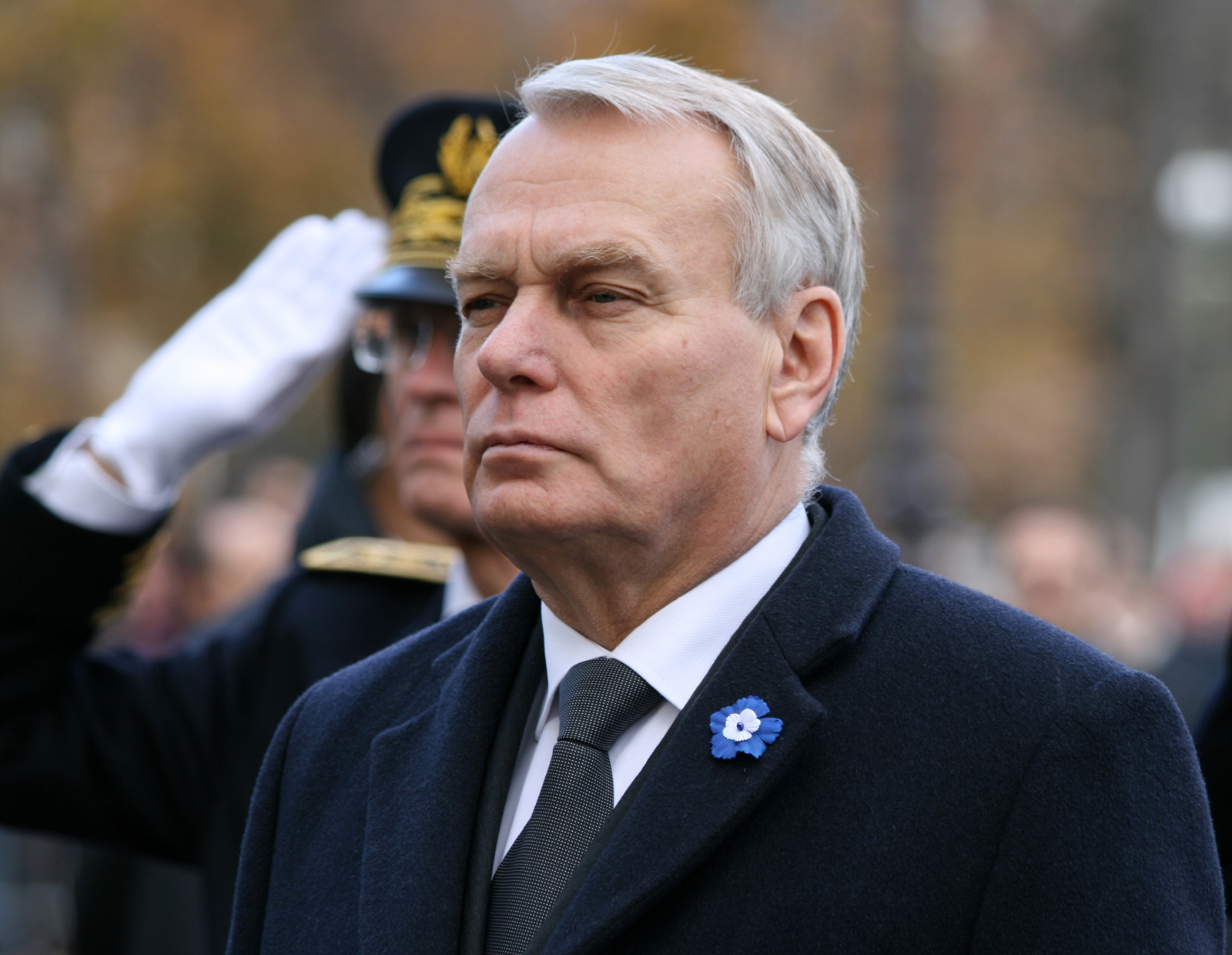
Jean-Marc Ayrault, maire de Nantes de 1989 à 2012, et ancien Premier ministre de 2012 à 2014, dirigea la communauté urbaine de 2001 à 2012.
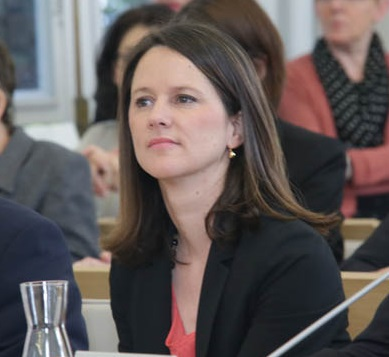
Johanna Rolland, maire de Nantes et présidente de Nantes Métropole depuis 2014.

### Organisation territoriale
Le territoire de la métropole a été découpé en 7 « pôles de proximité » regroupant des communes et quartiers de Nantes dans une même zone géographique, rassemblant de 34 000 à 72 000 habitants.
Chaque pôle est doté de missions polyvalentes (urbanisme, aménagement de l'espace public, propreté, assainissement, etc.) et est susceptible d'exercer toutes les compétences communautaires et sont chargés des fonctions de la gestion de proximité avec les habitants.
Chacun des pôles dispose d'un siège administratif distinct et est géré par un directeur, assisté de trois cadres, placés à la tête d'agents municipaux détachés dont les effectifs varient notamment selon l'importance de la population desservie et le nombre de communes couvertes. L'effectif total des agents employés à Nantes Métropole est actuellement de 2 380 personnes[Quand ?].
De plus, chaque pôle est également doté d'une « commission locale » composée des élus communautaires du secteur (les maires des communes desservies et leurs adjoints) qui analysent les situations et les problèmes des habitants, afin de proposer des plans d'action au pôle de proximité.
| Pôles de proximité       | Répartition géographique                                                                                  | Répartition géographique |
| Pôles de proximité       | Quartiers de Nantes                                                                                       | Communes (Nantes exceptée) |
| ------------------------ | --- | --- |
| Erdre-et-Cens            | - Nantes Nord                                                                                             | - La Chapelle-sur-Erdre - Orvault - Sautron                                                                                          |
| Erdre-et-Loire           | - Nantes Erdre - Doulon - Bottière                                                                        | - Carquefou - Mauves-sur-Loire - Sainte-Luce-sur-Loire - Thouaré-sur-Loire                                                           |
| Loire-Chézine            | | - Couëron - Indre - Saint-Herblain                                                                                                   |
| Loire, Sèvre et Vignoble | - Nantes Sud                                                                                              | - Basse-Goulaine - Rezé - Saint-Sébastien-sur-Loire - Les Sorinières - Vertou                                                        |
| Nantes-Loire             | - Centre-ville - Malakoff - Saint-Donatien - Île de Nantes.                                               | |
| Nantes-Ouest             | - Bellevue - Chantenay - Sainte-Anne - Dervallières - Zola - Hauts-Pavés - Saint-Félix - Breil - Barberie | |
| Sud-Ouest                | | - Bouaye - Bouguenais - Brains - La Montagne - Le Pellerin - Saint-Aignan-Grandlieu - Saint-Jean-de-Boiseau - Saint-Léger-les-Vignes |

### Conseil de développement
Nantes Métropole conduit depuis plusieurs années une expérience innovante de démocratie participative : en 1996 a été créée la Conférence Consultative d'Agglomération, devenue le Conseil de développement en 2001. Une assemblée de citoyens, issus des acteurs économiques et sociaux, de l'université, du monde associatif, a été constituée pour donner, en toute autonomie, un avis sur les grands projets intercommunaux et faire des propositions aux élus chargés de la décision. Regroupant près de 300 organisations et citoyens volontaires, le Conseil de développement assure l'expression de la société civile auprès de l'intercommunalité. Il est présidé par Philippe Audic et le rapporteur général est le géographe Jean Renard.

### Compétences
Outre les compétences rendues obligatoires par l'article L. 5217-2 du code général des collectivités territoriales, la métropole exerce les compétences communales suivantes :
- actions pour l’aménagement des espaces naturels et des sites dégradés, à vocation de loisirs ;
- actions pour la création et l’aménagement des promenades le long des cours d’eau ;
- actions pour l’aménagement des cours d’eau ;
- actions d’observation et de sensibilisation à l’environnement et au développement durable à l’échelle de la métropole ;
- actions et réalisations en faveur des personnes handicapées ;
- prévention des risques technologiques et naturels majeurs ;
- refuges pour animaux abandonnés et errants ;
- participation aux constructions nouvelles de lycées et extensions des lycées existants ;
- enfouissement de tous types de réseaux ;
- éclairage public.

Ces compétences obligatoires correspondent sensiblement à celles qu'exerçait auparavant la communaté urbaine[réf. nécessaire] :
- Aménagement et urbanisme
- Transports et déplacements urbains (réseau de transports en commun de l'agglomération en délégation de service public à la Semitan)
- Espaces publics et voirie
- Environnement
- Eau
- Développement économique et formation
- Développement social
- Développement international métropolitain
- Maîtrise de l'énergie, production et distribution de chaleur

### Régime fiscal et budget
La métropole est un établissement public de coopération intercommunale à fiscalité propre.
Afin de financer l'exercice de ses compétences, l'intercommunalité perçoit, comme toutes les métropoles, la fiscalité professionnelle unique (FPU) – qui a succédé à la taxe professionnelle unique (TPU) – et assure une péréquation de ressources.
Elle collecte également la taxe d'enlèvement des ordures ménagères (TEOM), qui finance ce service public.
Elle ne reverse pas de dotation de solidarité communautaire (DSC) à ses communes membres.

## Réalisations et projets
Conformément aux dispositions légales, la métropole est une intercommunalité regroupant plusieurs communes au sein d'un espace de solidarité « pour élaborer et conduire ensemble un projet d'aménagement et de développement économique, écologique, éducatif, culturel et social de leur territoire afin d'en améliorer la cohésion et la compétitivité et de concourir à un développement durable et solidaire du territoire régional. Elle valorise les fonctions économiques métropolitaines, ses réseaux de transport et ses ressources universitaires, de recherche et d'innovation, dans un esprit de coopération régionale et interrégionale et avec le souci d'un développement territorial équilibré ».
Depuis sa constitution, les principales réalisations de la communauté urbaine de Nantes ont été la construction du Zénith de Nantes Métropole, du stadium métropolitain Pierre-Quinon ou de la salle sportive de la Trocardière, la mise en place du Bicloo, du Busway, des Chronobus, l'édification des ponts Léopold-Sédar-Senghor et Éric-Tabarly, le déménagement du marché d'intérêt national à Rezé, ou encore l'aménagement de l'île de Nantes et du grand projet de ville de Malakoff-Pré Gauchet, avec notamment l'édification du quartier Euronantes, qui sont toujours en cours.
Les Machines de l'Île constituent le projet phare dans le domaine culturel et touristique mais Nantes Métropole a également participé à la rénovation du Château des ducs de Bretagne, à la construction du mémorial de l'abolition de l'esclavage, à la rénovation et l'agrandissement du musée d'Arts et a soutenu la tenue des éditions du festival Estuaire.
Par ailleurs, dans le domaine environnemental, la généralisation de Tri'Sac, système suédois de collecte des déchets par sac de couleur, incombe à l'établissement public.
L'intercommunalité s'est dotée de divers outils pour mettre en œuvre ses compétences, et en particulier la Société d'économie mixte des transports en commun de l'agglomération nantaise qui exploite le réseau de transport en commun de la métropole et la Société d'aménagement de la métropole Ouest Atlantique
Elle a mis en place un périodique de communication, Nantes Métropole (journal)
Les principaux projets en phase de concrétisation ou bien avancés concernent :
- le transfert du CHU sur l’île de Nantes ;
- l'aménagement des quartiers aux abords de la gare de Nantes[N 4] (lié en partie à celui du GPV de Malakoff-Pré Gauchet) ;
- le réaménagement du boulevard Charles-Gautier (anciennement boulevard de la Baule) à Saint-Herblain ;
- l'extension du réseau de chaleur urbain Centre-Loire, passant de 22 km en 2012 à 85 km en 2017[27].

Parmi les projets à plus longue échéance, se trouvent : 
- l'aménagement, depuis 2011, d'un cœur d'agglomération dépassant les limites du centre-ville de Nantes : île de Nantes, quartier du bas Chantenay et ZAC Pirmil-Les Isles sur Bouguenais, Rezé et Nantes-Sud ;
- l'aménagement de trois forêts urbaines, respectivement au Nord-Ouest (480 ha), Sud-Ouest (756 ha) et Sud-Est (180 ha) de l'agglomération[28],[29] ;
- la réalisation de trois nouvelles lignes de tramway sur l'île de Nantes.